# Fadiouth
Fadiouth is een schelpeneiland, 114 kilometer ten zuiden van Dakar in Senegal. Het is met ongeveer 9.000 inwoners (2007) op 15 hectare het op drie na dichtst bevolkte eiland ter wereld.
Het autoloze eiland is door een 500 meter lange houten voetgangersbrug verbonden met de plaats Joal. Het werd, evenals enkele nabijgelegen eilanden gevormd door het afval van oester- en mosselschelpen die afkomstig zijn van de eeuwenoude schelpdierenvangst. De grond is hierdoor wit, en in fel zonlicht verblindend. Ten noordwesten van het eiland bevindt zich een ander schelpeneiland, Diotyo, dat hiermee ook weer met een houten brug verbonden is, en dat dienst doet als gemengd kerkhof waar katholieken en moslims gebroederlijk naast elkaar begraven worden. Op dat eiland staan enkele markante grote baobabs.
Negentig procent van het dorp is katholiek, in tegenstelling tot de vijf procent katholieken voor het hele land Senegal. Centraal op het eiland staat de St Francois Xavier-kerk; op de uiterste zuidoostelijke punt staat een moskee. Kardinaal Théodore-Adrien Sarr is in 1936 geboren op Fadiouth. 

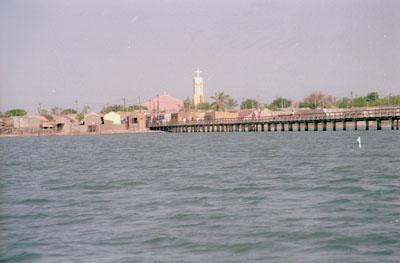
Brug van Joal naar Fadiouth
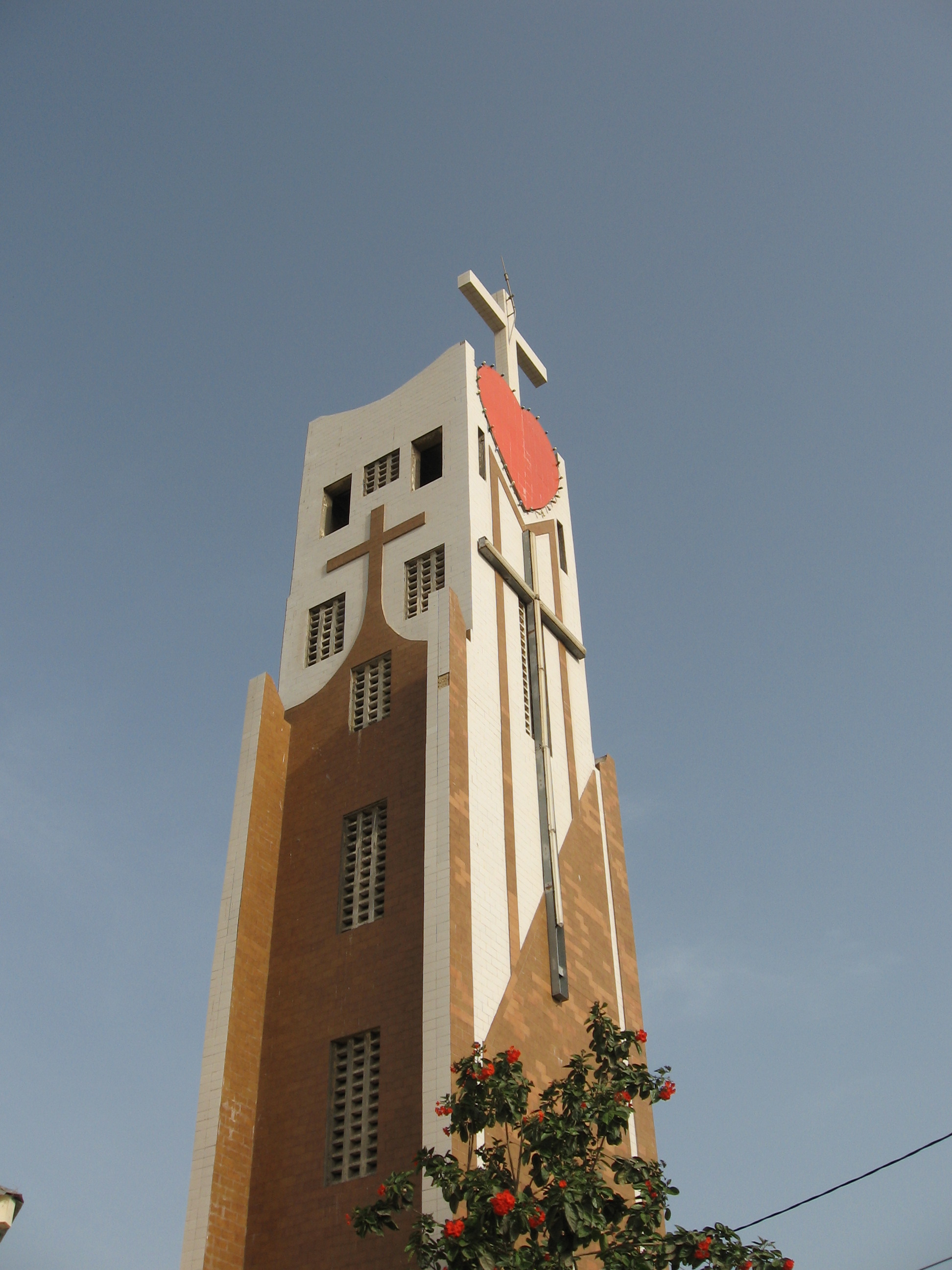
De kerk van Fadiouth
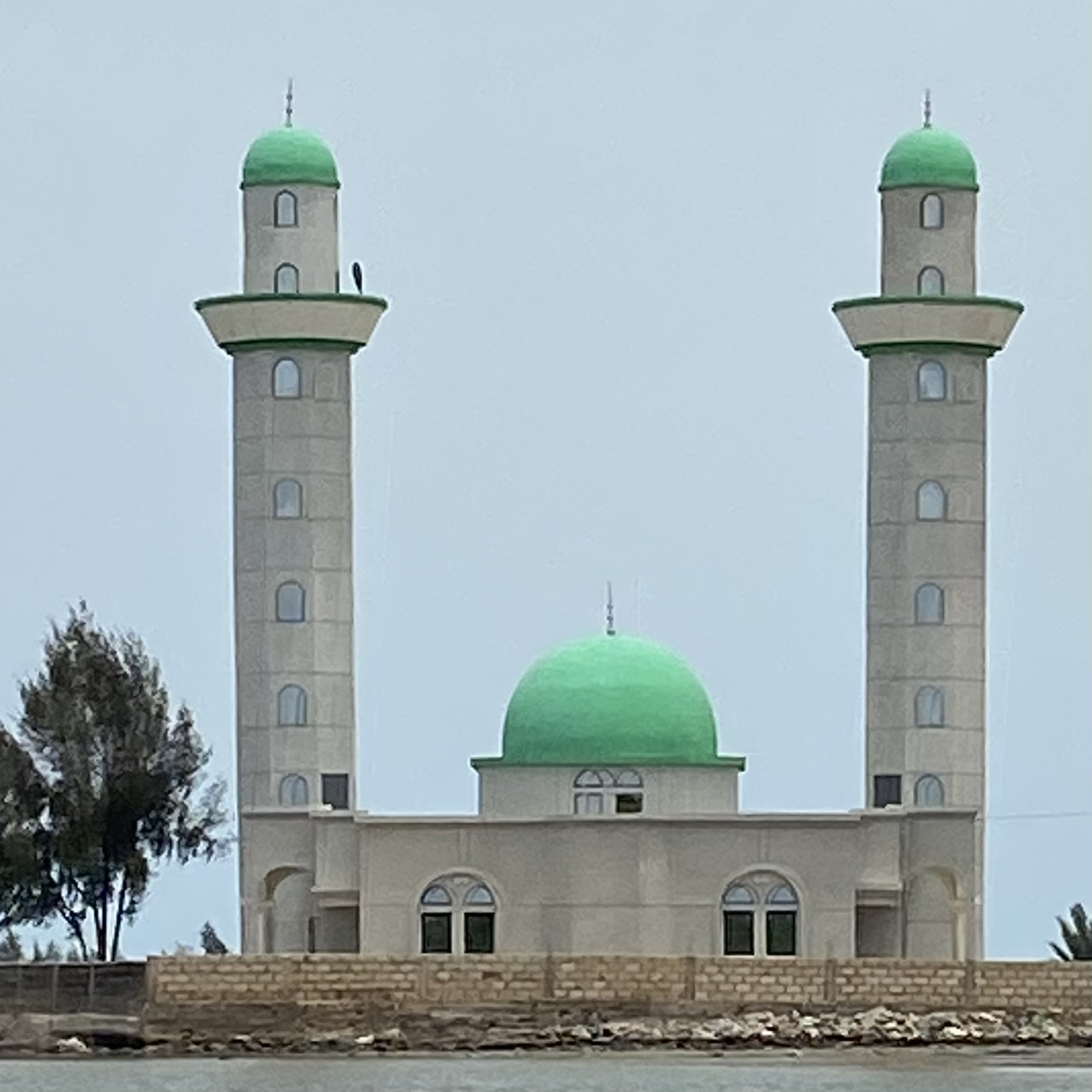
Moskee van Fadiouth
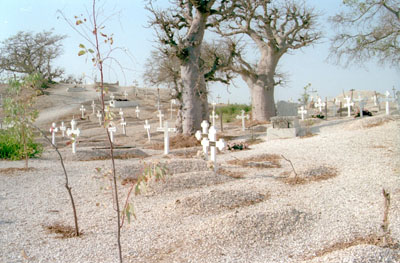
Kerkhof op het nabijgelegen eiland Diotyo